# James Atlee Phillips
Pour les articles homonymes, voir Phillips.
James Atlee Phillips, né le 8 janvier 1915 à Fort Worth et mort le 26 mai 1991 à Corpus Christi au Texas, est un écrivain et un scénariste américain. 
Il écrit sous son nom des romans ayant pour cadre le Texas, des récits policiers et d'espionnages, des scénarios pour le cinéma et la télévision et, sous le pseudonyme de Philip Atlee, des romans d'espionnages.

## Biographie
James Atlee Phillips naît à Fort Worth dans l'état du Texas en 1915. Il suit les cours de l'université du Texas à Austin, de la Texas Christian University à Fort Worth et de l'université du Missouri à Columbia. Il travaille comme publiciste à New York et publie en 1940 son premier roman, The Inheritors, qui porte un regard acide sur le monde des country-clubs texans. Il écrit en 1942 son premier roman policier, The Case of the Shivering Chorus Girls. Il trouve ensuite un emploi dans une compagnie aérienne d'outre-mer opérant entre l'Inde et la Chine. 
Après l'attaque de Pearl Harbor et l'entrée des États-Unis dans la Seconde Guerre mondiale, il rejoint les rangs de l'US Marine et participe à diverses opérations en Inde et en Asie du Sud-Est. Après la guerre, il devient journaliste et travaille comme rédacteur en chef du magazine de l'armée américaine Leatherneck (en). Il dirige ensuite la compagnie aérienne Amphibian Airways en Birmanie.
Durant les années 1950, il se consacre à nouveau à sa carrière de romancier, tout en travaillant pour le cinéma et la télévision à Hollywood. En 1949, il écrit le roman policier Pour suite et fin (Suitable for Framing), qui narre l'histoire d'un aventurier américain, errant de Paris à Mexico à la recherche d'un tableau de grande valeur. Ce titre est publié en France dans la collection Un mystère en 1951.
En 1951, il publie le roman Pagoda, qui s'inspire de son expérience en Birmanie, texte qui donnera naissance à l'un des nombreux épisodes de la série Studio One l'année suivante. Il travaille un temps pour la compagnie de production de John Wayne, participant notamment à l'écriture du scénario du thriller politique Big Jim McLain d'Edward Ludwig, sans en être crédité. En 1954, il signe le roman d'espionnage The Deadly Mermaid.
A la demande de l'acteur Robert Mitchum, il écrit, avec Walter Wise et Mitchum, le scénario du film noir Thunder Road. Réalisé par Arthur Ripley, sortit en 1958, ce film narre l'histoire tragique d'un bootlegger faisant dans le trafic d'alcool de contrebande dans les montagnes du Kentucky et du Tennessee au cours des années 1950.
Il part ensuite pour l'Arkansas où il poursuit sa carrière de romancier. Il publie en 1963 le roman d'espionnage, The Green Wound, sous le pseudonyme de Philip Atlee. Ce titre a pour personnage principal Joe Gall, un personnage que l'auteur avait utilisé dans le roman Pagoda et qu'il étoffe ici. Cet ancien agent de la CIA, qui accepte de sortir de sa retraite pour s'occuper de missions spéciales ou délicates, sera le héros d'une série qui comptera vingt-deux romans. En 1972, The White Wolverine Contract est nommé pour le prix Edgar-Allan-Poe du meilleur livre de poche original. La parution en 1976 du roman The Last Domino Contract marque la fin de cette série et de la carrière de Phillips.
Il est le père du chanteur et guitariste Shawn Phillips et le frère de l'ancien agent de la CIA David Atlee Phillips (en). Il décède à Corpus Christi en 1991.

## Œuvre

### Comme romancier

#### Sous le nom de James Atlee Phillips
- The Inheritors (1940)
- The Case of the Shivering Chorus Girls (1942)
- Suitable for Framing (1949) Publié en français sous le titre Pour suite et fin, traduction de Maurice-Bernard Endrèbe, Paris, Presses de la Cité, coll. « Un mystère » no 71, 1951
- Pagoda (1951)
- The Naked Year (1954)
- The Deadly Mermaid (1954)

#### Sous le pseudonyme de Philip Atlee

##### Série Contract
- The Green Wound ou The Green Wound Contract (1963)
- The Silken Baroness ou The Silken Baroness Contract (1966)
- The Death Bird Contract (1966)
- The Paper Pistol Contract (1966)
- The Irish Beauty Contract (1966)
- The Star Ruby Contract (1967)
- The Rockabye Contract (1968)
- The Skeleton Coast Contract (1968)
- The Ill Wind Contract (1969)
- The Trembling Earth Contract (1969)
- The Fer-de-Lance Contract (1971)
- The Canadian Bomber Contract (1971)
- The White Wolverine Contract (1971)
- The Kiwi Contract (1972)
- The Judah Lion Contract (1973)
- The Spice Route Contract (1973)
- The Shankill Road Contract (1973)
- The Underground Cities Contract (1974)
- The Kowloon Contract (1974)
- The Black Venus Contract (1975)
- The Makassar Strait Contract (1976)
- The Last Domino Contract (1976)

### Comme scénariste

#### Au cinéma
- 1952 : Big Jim McLain d'Edward Ludwig (non crédité)
- 1958 : Thunder Road d'Arthur Ripley

#### A la télévision
- 1952 : Studio One, saison quatre, épisode vingt-deux Pagode (Pagoda), d'après le roman éponyme
- 1954 : Fireside Theatre (en), saison sept, épisode huit, The Wife Who Lived Twice
- 1955 : Schlitz Playhouse of Stars, saison quatre, épisode vingt-cinq, Fast Break

## Source bibliographique
- (en) Lee Server (dir.), Encyclopedia of Pulp Fiction Writers, New York, Facts On File, Inc., 2002, 384 p..